# Gallinara
Gallinara is een eiland voor de kust van het Italiaanse stadje Albenga in de Ligurische Zee. Het eilandje heeft een oppervlakte van 11 hectare, een maximale hoogte van 87 meter en heeft de vorm van een schildpad. Volgens een Romeinse legende dankt het eiland zijn naam aan de wilde kippen die op dit eiland strandden toen een schip er in de eerste eeuw na Christus zonk.

## Geschiedenis
In de vierde eeuw leidde de heilige Martinus van Tours hier een kluizenaarsbestaan. In de zesde eeuw stichtten de volgelingen van Colombanus hier een klooster dat later werd overgedragen aan benedictijnse monniken. In 1842 werd het eiland privébezit. Na onderzoeken naar systematisch wanbeheer, onveiligheid en vervuiling is het sinds 2014 verboden het eiland te betreden. Sindsdien zijn tal van initiatieven ondernomen om de haven te restaureren en het eiland van elektriciteit te voorzien zodat het eiland opnieuw open kan worden gesteld voor toeristische doeleinden.